# أويدا تاتسويا

## البطاقة الشخصية
اسمه: 上田竜也
بالروماجي: Ueda Tatsuya
ألقابه: تات - تشان، يويبو، اويبو، رودا، يويبون، اويبي
تاريخ الميلاد: الرابع من أكتوبر، 1983
مكان الميلاد: كاناغاوا، يوكوهاما، اليابان.
الطول : 172 سم
الوزن : 52 كغم
البرج : الميزان
فصيلة الدم : B
وكالة المواهب : جوني للترفيه

## نشأته
ولد في كاناغاوا في 4 أكتوبر 1983م. يعيش مع والديه وجدته وأخته الكبرى.
كان يذهب لمدراس مختلفة يومياً في طفولته. كان يذهب لمدرسة تعليم الخط اليدوي يوم الاثنين، مدرسة تعليم الحساب يوم الثلاثاء، السباحة يوم الأربعاء، الرسم يوم الخميس، مدرسة تعليم الإنجليزية يوم الجمعة، وتعليم البيانو يوم السبت.

## نبذة عنه
اويدا تاتسويا، صاحب الحرف U من فرقة كاتون اليابانية. انظم لشركة جونيز في 4 يونيو 1998. تم قبوله بعد أن طبطب على رأس جوني كيتغاوا الاصلع قائلاً (أن تصبح اصلعاً شي جيد، هاه؟).
اويدا هو العضو الأكثر هدوءاً والذي لايتحدث كثيراً إلا إذا تحدث أحد إليه. كان قد أختير ليكون قائد كاتون في البداية ولكنه ترك هذا المنصب لأنه قال أن كل الأعضاء لديهم شخصيات قوية ومستقلة ليكون لديهم قائد.
اويدا يستطيع العزف على البيانو والإيتار وملحن وكاتب أغاني، كتب بعض الأغاني للفرقة ولنفسه، ويمتلك صوت عذب.
كان هو أول عضو في الفرقة أقام حفلا منفردا له باسم «ماوس بيس» في عام سبتمبر 2008. يقوم بعرض أغانيه عبر أساليب مختلفة كالروك، الرقص، وأشياء أخرى كلها قام بصياغتها بنفسه.
اويدا ملاكم مهووس، ولديه من المهارات مايكفي لأن يُنصح من قِبل ملاكمين محترفين بأن يحصل على الرخصة المهنية للملاكمة. تم ترسيمه كممثل عند ظهوره في مسرحيته «روميو وجوليت» التي أقيمت في مارس 2009.
في ربيع عام 2009, تألق اويدا في درامته الأولى كونكاتسو ! برفقة سينبايه ناكاي مساهيرو والممثلة ايا يوتو، وفي يوليو من عام 2009, ربح جائزة مجلة تي في نيفي لأفضل ممثل صاعد عن دوره في دراما كونكاتسو !.
وحاليا في أحد فقرات الMc في واحد من حفلات كاتتون ((kat-tun tour 2010))أعلن إمكانيه عمله لsolo tour باسم ((!!ueda tatsuya with 5))في عدة مناطق مختلفه لكن لم يصدر تاكيد رسمي للحفل حتى الآن.

## أغاني السولو الخاصة به
- لوف إن سنو
- بيسيز
- كاكيغوري
- سباركينغ
- بترفلاي (مع العضو أكانيشي جين)
- لوست
- آي نو هانا
- هانا نو ماو ميتشي
- رابيت اند وولف
- نيت مان

## الأعمال الخاصة به
دراما
| سنة العرض | القناة | عنوان الدراما | الدور          |
| --------- | ------ | ------------- | -------------- |
| 2009      | فوجي   | كونكاتسو !    | أماميا كونياسو |

حفلات
| سنة العرض | المكان          | عنوان الحفلة                     | مدة العرض          |
| --------- | --------------- | -------------------------------- | ------------------ |
| 2008      | مسرح جونيز      | اويدا تاتسويا لايف، ماوس بيس     | 8 أيلول - 21       |
| 2010      | جولة في اليابان | اويدا تاتسويا ويذ فايف، ماوس بيس | 4 أغسطس - 3 أكتوبر |

### الحفلات والمسرحيات الموسيقية
| السنة | العنوان             | التاريخ                            | نوعية الدور |
| ----- | ------------------- | ---------------------------------- | ----------- |
| 2000  | ميلينيوم شوك        | نوفمبر 2000                        | دور مساند   |
| 2001  | شوك                 | من 1 ديسمبر 2001 إلى 27 يناير 2002 | دور مساند   |
| 2002  | شوك                 | من 4 إلى 28 يونيو                  | دور مساند   |
| 2003  | شوك شوك إز رييل شوك | من 8 يناير حتى 25 فبراير           | دور مساند   |
| 2005  | هي سي دريم بويز     | 27 أبريل حتى 15 مايو               | دور مساعد   |
| 2006  | دريم بويز           | من 3 يناير حتى 29 يناير            | دور مساعد   |
| 2009  | روميو وجوليت        | من 4 مارس حتى 29 مارس              | دور بطولة   |
| 2009  | روميو وجوليت        | من 2 أبريل حتى 5 أبريل             | دور بطولة   |

برامج الراديو
آر ون - كاتون : يقوم به برفقة العضو ناكامارو يويتشي ويبدأ كل يوم ثلاثاء من الساعة 12 - 12:30

## إعلاناته التجارية
- لوتيه
- روتيه

## إنجازاته
- 2009 جائزة مجلة تي في نافي: أفضل ممثل صاعد عن دوره في «كونكاتسو !»

## روابط خارجية
- أويدا تاتسويا على موقع IMDb (الإنجليزية)
- أويدا تاتسويا على موقع ميوزك برينز (الإنجليزية)
- أويدا تاتسويا على موقع قاعدة بيانات الفيلم (الإنجليزية)